# 1966 en els vols espacials
Aquest article és una llista d'esdeveniments de vols espacials relacionats que es van produir l'any 1966. En aquest any es va veure la culminació del programa Gemini. El programa va demostrar que d'acoblament en l'espai i l'EVA humà es pot fer amb seguretat. Es va veure el primer llançament del coet Saturn IB, un pas important en el programa Apollo.

## Llançaments
| Data/Hora de Llançament  | Coet             | Zona Llançament        | Contractista del Llançament             | Càrrega                      | Operador | Òrbita     | Funció Missió                                              | Destrucció Reentrada      | Resultat      | Comentaris |
| ------------------------ | ---------------- | ---------------------- | --------------------------------------- | ---------------------------- | -------- | ---------- | ---------------------------------------------------------- | ------------------------- | ------------- | --- |
| February 26 16:12 GMT    | Saturn IB (C-1B) | LC-34, Cape Canaveral  | NASA                                    | Apollo Spacecraft (AS-201)   | NASA     | Suborbital | Prova de la nau espacial Apollo i vehicle de llançament    | 26 de febrer de 1966      | Amb èxit      | Primer vol de la nau espacial Apollo i el vehicle de llançament |
| 16 de març 15:00 GMT     | Atlas D          | LC-14, Cape Canaveral  | Força Aèria dels Estats Units d'Amèrica | GATV 5003                    | NASA     | LEO        | Objectiu d'acoblament del Gemini.                          | 15 de setembre de 1967    | Reeixit       | Usat pel Gemini 8 i el Gemini 10 |
| March 16 16:41 GMT       | Titan II         | LC-19, Cape Canaveral  | Força Aèria dels Estats Units d'Amèrica | Gemini 8, 2 astronautes      | NASA     | LEO        | Vol orbital tripulat                                       | 17 de març de 1966        | Error parcial | Primer acoblament a l'espai. (amb el GATV). Un malfuncionament del OAMS va causa la pèrdua de control. La nau espacial ràpidament es va quedar a baix combustible després de recuperar-se. Va acabar abans d'hora. |
| 17 de maig 15:12 GMT     | Atlas D          | LC-14, Cape Canaveral  | Força Aèria dels Estats Units d'Amèrica | GATV 5004                    | NASA     | LEO        | Objectiu d'acoblament del Gemini.                          | 17 de maig de 1966        | Error         | Es va fallar en assolir l'òrbita. Dissenyat per ser utilitzat pel Gemini 9 |
| 1 de juny 15:00 GMT      | Atlas SLV-3      | LC-14, Cape Canaveral  | Força Aèria dels Estats Units d'Amèrica | ATDA 02186                   | NASA     | LEO        | Objectiu d'acoblament del Gemini.                          | 11 de juny de 1966        | Error         | La separació va fallar Dissenyat per ser utilitzat pel Gemini 9A |
| June 3 16:41 GMT         | Titan II         | LC-19, Cape Canaveral  | Força Aèria dels Estats Units d'Amèrica | Gemini 9A, 2 astronautes     | NASA     | LEO        | Vol orbital tripulat                                       | 6 de juny de 1966         | Error parcial | No es pot completar l'objectiu principal - Acoblament amb l'ATDA - però hi va haver un malfuncionament en la separació de la càrrega de l'ATDA                                                                     |
| 5 de juliol 14:53 GMT    | Saturn IB (C-1B) | LC-37B, Cape Canaveral | NASA                                    | (cap)                        | N/A      | N/A        | Prova de vehicle de llançament                             | N/A                       | Reeixit       | |
| 18 de juliol 20:39 GMT   | Atlas D          | LC-14, Cape Canaveral  | Força Aèria dels Estats Units d'Amèrica | GATV 5005                    | NASA     | LEO        | Objectiu d'acoblament del Gemini.                          | 29 de desembre de 1966    | Reeixit       | Utilitzat pel Gemini 10 |
| July 18 22:20 GMT        | Titan II         | LC-19, Cape Canaveral  | Força Aèria dels Estats Units d'Amèrica | Gemini 10, 2 astronautes     | NASA     | LEO        | Vol orbital tripulat                                       | 21 de juliol de 1966      | Reeixit       | |
| August 25 17:15 GMT      | Saturn IB (C-1B) | LC-34, Cape Canaveral  | NASA                                    | Nau espacial Apollo (AS-202) | NASA     | Suborbital | Prova de la nau espacial Apollo i el vehicle de llançament | 25 d'agost 1966 18:48 GMT | Reeixit       | |
| September 12 13:05 GMT   | Atlas D          | LC-14, Cape Canaveral  | Força Aèria dels Estats Units d'Amèrica | GATV 5006                    | NASA     | LEO        | Objectiu d'acoblament del Gemini.                          | 30 de desembre 1966       | Reeixit       | Utilitzat pel Gemini 11 |
| 12 de setembre 14:42 GMT | Titan II         | LC-19, Cape Canaveral  | Força Aèria dels Estats Units d'Amèrica | Gemini 11, 2 astronautes     | NASA     | LEO        | Vol orbital tripulat                                       | 15 de setembre de 1966    | Reeixit       | Rècord d'altitud en vol tripulat orbital |
| 11 de novembre 20:46 GMT | Atlas D          | LC-14, Cape Canaveral  | Força Aèria dels Estats Units d'Amèrica | GATV 5001A                   | NASA     | LEO        | Objectiu d'acoblament del Gemini.                          | 23 de desembre de 1966    | Error         | Va fallar en encendre's. Utilitzat pel Gemini 12 |
| 11 de novembre 20:46 GMT | Titan II         | LC-19, Cape Canaveral  | Força Aèria dels Estats Units d'Amèrica | Gemini 12, 2 astronautes     | NASA     | LEO        | Vol orbital tripulat                                       | 15 de novembre 1966       | Reeixit       | Vol final del Gemini |

## Encontres espacials
| Data (GMT)     | Nau espacial    | Esdeveniment                      | Comentaris                                                |
| -------------- | --------------- | --------------------------------- | --------------------------------------------------------- |
| 3 de febrer    | Luna 9          | Allunatge                         | A Oceanus Procellarum                                     |
| 27 de febrer   | Venera 2        | Sobrevol de Venus                 | Es van perdre les comunicacions en camí                   |
| 1 de març      | Venera 3        | Impacte a Venus                   | Es van perdre les comunicacions en camí                   |
| 3 d'abril      | Luna 10         | Inserció en òrbita selenocèntrica |                                                           |
| 2 de juny      | Surveyor 1      | Allunatge                         | A Oceanus Procellarum                                     |
| 14 d'agost     | Lunar Orbiter 1 | Inserció en òrbita selenocèntrica | Va retornar 211 imatges                                   |
| 27 d'agost     | Luna 11         | Inserció en òrbita selenocèntrica |                                                           |
| 23 de setembre | Surveyor 2      | Impacte lunar                     | Va fallar el mòdul de descens, va impactar al Sinus Medii |
| 25 d'octubre   | Luna 12         | Inserció en òrbita selenocèntrica |                                                           |
| 29 d'octubre   | Lunar Orbiter 1 | Impacte lunar                     |                                                           |
| 10 de novembre | Lunar Orbiter 2 | Inserció en òrbita selenocèntrica | Va retornar 184 imatges                                   |
| 24 de desembre | Luna 13         | Allunatge                         | A Oceanus Procellarum                                     |

## EVAs
| Inici Data/Hora      | Duració           | Hora Fi | Nau espacial | Tripulació                            | Comentaris |
| -------------------- | ----------------- | ------- | ------------ | ------------------------------------- | --- |
| 5 de juny 15:02      | 2 hores 7 minuts  | 17:09   | Gemini IX-A  | Estats Units - Eugene Cernan          | Es va planificar un EVA dificultós. En Cernan va gastar quatre a cinc vegades l'esforç del que s'esperava, elevant el pols a 180 batecs per minut. L'excés de calor i la respiració va obnubilar completament la visera, fent que el EVA fos interromput. En Cernan també va tenir dificultats per tornar a la nau espacial i el tancament de l'escotilla. |
| 19 de juliol 21:44   | 49 minuts         | 22:33   | Gemini X     | Estats Units - Michael Collins        | En Collins realitzar una EVA en peus. En lloc de pujar completament fora de la nau, en Collins va estendre el seu tors fora de la nau per fer fotos abans i després de la sortida del sol. La fotografia en color després de l'alba va ser només parcialment completada a causa de la irritació severa en els ulls d'en Collins i el Comandant Pilot Young. El maneig de la càmera va resultar difícil a causa de la rigidesa dels guants del vestit espacial.                                                            |
| 20 de juliol 23:01   | 39 minuts         | 23:40   | Gemini X     | Estats Units - Michael Collins        | EVA umbilical; amb més dificultats del que s'esperava, en Collins va recollir el paquet de recopilació micrometeorits des de l'exterior del Gemini. Després, utilitzant el Hand Held Maneuvering Unit, empènyer a la propera Agena-8 per recollir el seu paquet de recol·lecció de micrometeorits. En Collins a continuació, es va posar el cordó umbilical per tornar a entrar a la nau. |
| 13 de setembre 14:44 | 33 minuts         | 15:17   | Gemini XI    | Estats Units - Richard F. Gordon, Jr. | En Gordon va unir una corretja de subjecció entre el Gemini i l'Agena 11 per a posteriors proves mecàniques orbitals. En fer l'arxiu adjunt, la càrrega de treball superior al sistema de refredament del vestit espacial, i la seva visió es va enfosquir per una visera entelada i la suor en els ulls. Les activitats previstes es van reduir pel Comandant Pilot Conrad i en Gordon va tornar a la nau espacial. |
| 14 de setembre 12:49 | 2 hores 8 minuts  | 14:57   | Gemini XI    | Estats Units - Richard F. Gordon, Jr. | En Gordon va realitzar un EVA en peus. Es va estendre a través de l'escotilla a fer fotos astronòmiques. En Conrad va informar del passeig espacial va ser tan relaxant que tant es va quedar adormit per un moment després de l'alba. |
| 12 de novembre 16:15 | 2 hores 29 minuts | 18:44   | Gemini XII   | Estats Units - Buzz Aldrin            | L'Aldrin va realitzar un EVA en peus. L'Aldrin es va aixecar, va prendre fotografies d'UV 16 mm i en color, va recollir mostres experimentals externes, i va dur a terme un exercici lleuger de rutina. |
| 13 de novembre 15:34 | 2 hores 6 minuts  | 17:40   | Gemini XII   | Estats Units - Buzz Aldrin            | Primer enllaç amb èxit en un EVA, amb tots els objectius assolits. L'Aldrin era capaç de controlar els seus moviments i restringir la càrrega de treball utilitzant tècniques desenvolupades sota l'aigua fent servir simulacions de gravetat zero. També es va beneficiar de les experiències dels EVAs nord-americans anteriors i va ser capaç de moure per l'exterior de la nau, desplegar i recuperar diversos paquets experimentals, instal·lar i treure les càmeres, i practicar tècniques de treball amb una clau. |
| 14 de novembre 14:52 | 55 minuts         | 15:47   | Gemini XII   | Estats Units - Buzz Aldrin            | L'Aldrin va realitzar un segon EVA en peus. Va tornar a estendre's fora de l'escotilla per fer fotografies i repetir l'experiment d'exercici lleuger. Els nivells d'esforç durant l'exercici van ser comparables a les simulacions de verificació prèvia. Els contenidors d'equips i residus d'aliments que no siguin indispensables per al reingrés es va desfer de la nau espacial. |